# Anna Maria Rizzoli
Anna Maria Rizzoli (Roma, 26 agosto 1951) è una showgirl e attrice italiana.
È nota soprattutto per le commedie sexy all'italiana della fine degli anni settanta e primi anni ottanta.

## Biografia

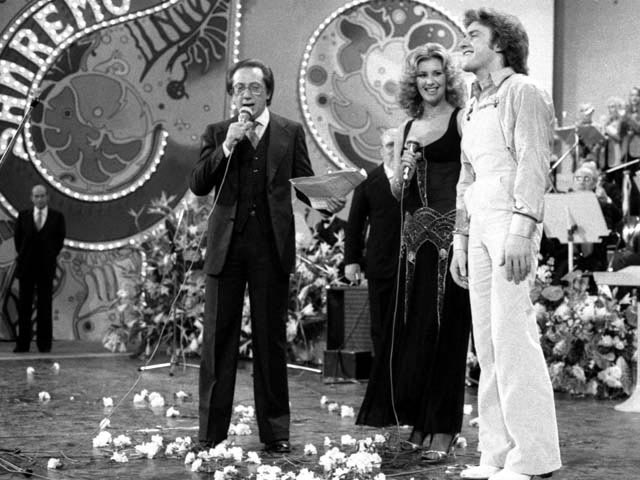
Anna Maria Rizzoli tra Mike Bongiorno e Mino Vergnaghi, al Festival di Sanremo 1979

Nata a Roma, si è diplomata al liceo linguistico e ha fatto la modella fino a 22 anni. Alta, bionda e slanciata, dopo essersi classificata terza a Miss Italia 1970 arrivò alla televisione in programmi notturni di genere erotico, durante i quali si esibiva in spogliarelli, come ad esempio in Playboy di mezzanotte, condotto da Enzo Tortora. Le furono affidati col tempo ruoli più impegnativi, accanto a Walter Chiari (che fu per un periodo suo compagno), Massimo Ranieri, e Mike Bongiorno, accanto al quale condusse il Festival di Sanremo del 1979.
La sua carriera cinematografica è indissolubilmente legata all'ultimo periodo della commedia sexy all'italiana, della quale fu una delle protagoniste. Spesso contrapposta a Edwige Fenech come alter ego biondo, ha recitato in una ventina di commedie di modesto successo a fianco di attori come Enzo Cannavale, Bombolo, Lino Banfi, Gastone Moschin e Paolo Villaggio. Il suo successo come sex symbol è declinato piuttosto presto rispetto a quello di altre colleghe. Ha posato nuda per l'edizione italiana di Playboy del marzo 1977 ed è stata la cover girl dei numeri di dicembre 1978, maggio 1981 e settembre 1983. In una famosa pubblicità per il liquore Stock, interpretò una versione femminile e sexy di Babbo Natale.
In seguito ha fatto la ballerina in commedie itineranti prima di ritirarsi dalle scene per dedicarsi alla famiglia. Dopo aver divorziato è tornata alla recitazione, lavorando in teatro con Giorgio Strehler. Ha inciso qualche 45 giri, ma i suoi dischi ebbero un successo limitato e sono diventati di interesse solo collezionistico. È riapparsa in TV nella primavera 2007 a L'Italia sul due, su Rai 2; nel dicembre 2008 a Stracult Show, sempre su Rai 2; il 25 giugno 2009, ospite di Paola Perego; il 2 ottobre 2009 a I migliori anni, su Rai 1; il 10 novembre 2009, a Cominciamo bene di Fabrizio Frizzi, e il 18 marzo 2011 a Chiambretti Night, insieme a Lino Banfi e Nadia Cassini. Nella trasmissione Stracult del 15 luglio 2016 ha partecipato come ospite insieme a Enrico Montesano.

## Vita privata
Per quattro anni è stata legata sentimentalmente a Walter Chiari. Si è sposata con l'architetto comasco Mario Margheritis, dal quale ha divorziato.

## Filmografia

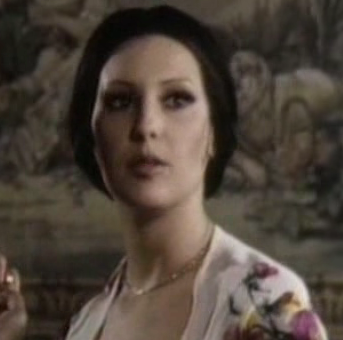
Anna Maria Rizzoli ne Il padrone e l'operaio (1975)

Anna Maria Rizzoli con Gianfranco D'Angelo ne La settimana bianca (1980)

Anna Maria Rizzoli ne L'insegnante al mare con tutta la classe (1980)

Anna Maria Rizzoli ne L'insegnante al mare con tutta la classe (1980)

### Cinema
- Peccati in famiglia, regia di Bruno Gaburro (1975)
- Il padrone e l'operaio, regia di Steno (1975)
- Ride bene... chi ride ultimo, regia di Walter Chiari (1977)
- Milano... difendersi o morire, regia di Gianni Martucci (1977)
- Sì buana, episodio di Dove vai in vacanza?, regia di Luciano Salce (1978)
- Play Motel, regia di Mario Gariazzo (1979)
- Scusi lei è normale?, regia di Umberto Lenzi (1979)
- Riavanti... Marsch!, regia di Luciano Salce (1979)
- L'insegnante al mare con tutta la classe, regia di Michele Massimo Tarantini (1980)
- Rag. Arturo De Fanti, bancario precario, regia di Luciano Salce (1980)
- La settimana bianca, regia di Mariano Laurenti (1980)
- La ripetente fa l'occhietto al preside, regia di Mariano Laurenti (1980)
- La cameriera seduce i villeggianti, regia di Aldo Grimaldi (1980)
- La compagna di viaggio, regia di Ferdinando Baldi (1980)
- La sai l'ultima sui matti?, regia di Mariano Laurenti (1981)
- La settimana al mare, regia di Mariano Laurenti (1981)
- Uno contro l'altro, praticamente amici, regia di Bruno Corbucci (1981)
- Una vacanza del cactus, regia di Mariano Laurenti (1981)
- Attenti a quei P2, regia di Pier Francesco Pingitore (1982)
- Il sommergibile più pazzo del mondo, regia di Mariano Laurenti (1982)
- Il rubacuori (Le bourreau des coeurs), regia di Christian Gion (1983)

### Televisione
- Arabella, regia di Salvatore Nocita – film TV (1980)
- Bambole: scene di un delitto perfetto, regia di Alberto Negrin – miniserie TV (1980)
- I ragazzi di celluloide, regia di Sergio Sollima – miniserie TV (1981)

## Programmi televisivi
- Alle 7 della sera (Secondo Programma, 1974-1975)
- Festival di Sanremo (Rete 1, 1979)

## Discografia

### Singoli
- 1980 – Dammi/Tu solo tu

## Doppiatrici
- Germana Dominici in Milano... difendersi o morire, Dove vai in vacanza?, Riavanti... Marsch!
- Vittoria Febbi in Uno contro l'altro, praticamente amici, Scusi Lei è normale?
- Simona Izzo in Rag. Arturo De Fanti, bancario precario
- Fabrizia Castagnoli in L'insegnante al mare con tutta la classe
- Aurora Cancian in La ripetente fa l'occhietto al preside
- Anna Rita Pasanisi in Peccati in famiglia
- Rossella Izzo in Il padrone e l'operaio
- Emanuela Rossi in Play Motel